# 피크로덴드론과
피크론데드론과(Picrodendraceae)는 말피기아목에 속하는 속씨식물 하위 과로 24개 속에 80여 종을 포함하고 있다. 이 종들은 아열대 및 열대 식물로 뉴기니와 오스트레일리아, 누칼레도니, 마다가스카르, 아프리카 대륙과 열대 아메리카 지역에서 발견된다.
이 과는 이전에는 대극과의 올드피엘디아아과(Oldfieldioideae)로 알려져 있었다.

## 속
| - 안드로스타키스속 (Androstachys) - Aristogeitonia - Austrobuxus - Canaca - Celaenodendron - Choriceras - Dissiliaria - Hyaenanche - Kairothamnus - Longetia - Micrantheum - Mischodon - Neoroepera - Oldfieldia | - Paradrypetes - Parodiodendron - Petalostigma - Picrodendron - Piranhea - Podocalyx - Pseudanthus - Scagea - Stachyandra - Stachystemon - Tetracoccus - Voatamalo - Whyanbeelia |